# Goodwin Steel Castings
Goodwin Steel Castings Limited est une entreprise d’industrie lourde située à Stoke-on-Trent, Staffordshire, Angleterre. L’entreprise est spécialisée dans la production de grands moulages d’acier usinés sur mesure.  

## Historique

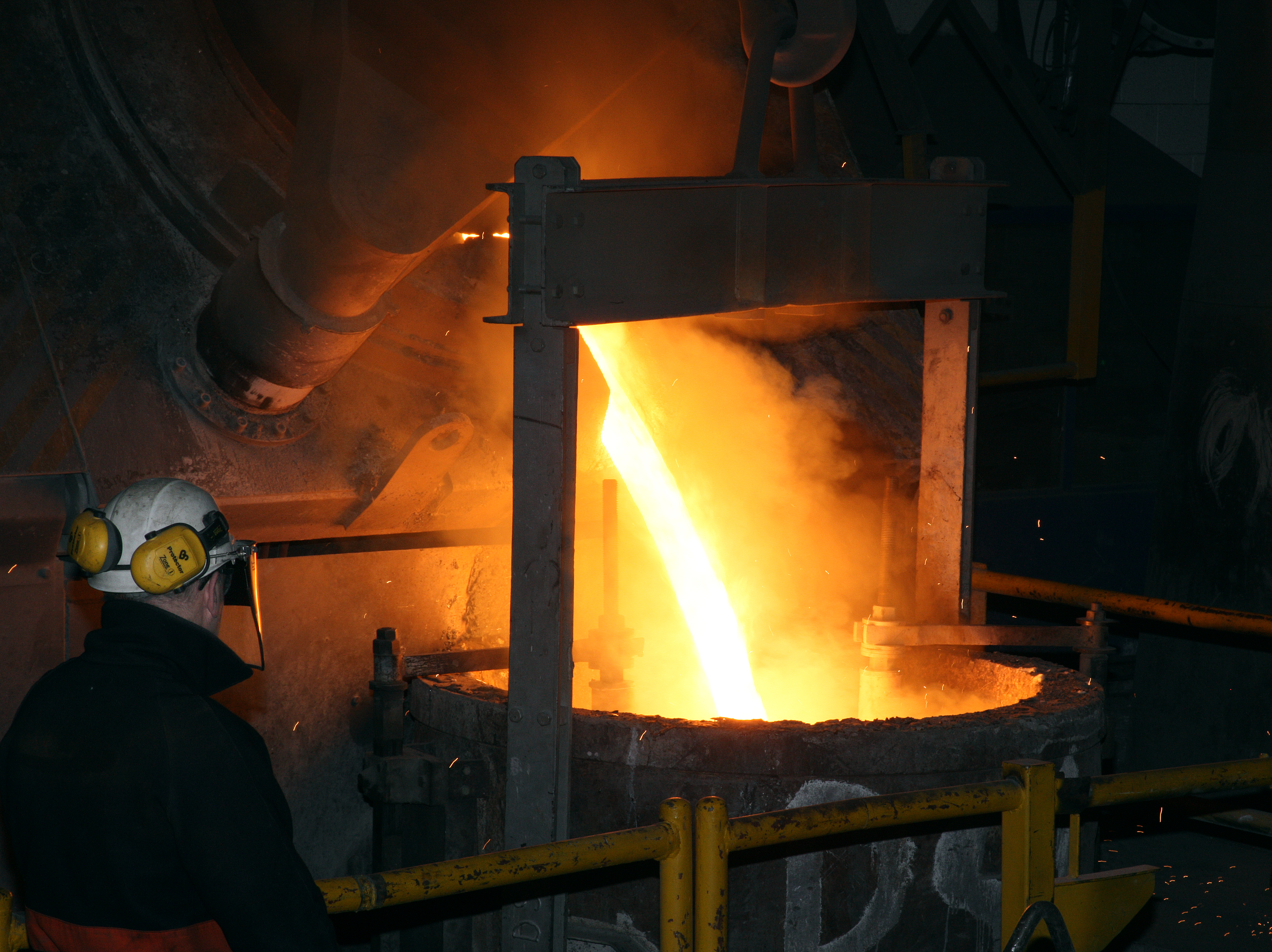
Pouring molten charge from the furnace into the ladle

Goodwin Steel Castings est un fournisseur de moulages usinés depuis 1883. La fonderie, qui compte 180 employés, reçoit le soutien de sa société sœur, Goodwin International Ltd., distante de 5 km et chargée de réaliser l’usinage, le soudage et l’assemblage des moulages produits par la fonderie. L’atelier d’usinage Goodwin emploie 270 personnes au sein de ses modernes installations  d’usinage à commande numérique par calculateur (CNC).
Goodwin Steel Castings Ltd, qui appartient au groupe d’ingénierie Goodwin PLC, est le premier producteur indépendant au Royaume-Uni de moulages fortement alliés d’intégrité de haute qualité. 
L’entreprise est présente dans le secteur de la fonderie depuis sa création en 1883. Elle fait partie des 10 plus anciennes sociétés cotées en Bourse du Royaume-Uni.
En 1984, Goodwin a été la première fonderie au monde à se voir attribuer par la British Standards Institution l’accréditation BS5750, aujourd’hui ISO 9001, pour la production de moulages ainsi que pour la simulation numérique de l’alimentation de moulages. En 2006, l’entreprise a remporté le prix Queen’s Award dans la catégorie Commerce international.

## Services
L’entreprise est spécialisée dans la fabrication de pièces moulées destinées aux fournisseurs des secteurs de l’ingénierie, l’énergie nucléaire, le pétrole, la pétrochimie et l’industrie de type process du monde entier.
Goodwin fournit divers matériaux parmi lesquels figurent l’acier inoxydable au carbone faiblement allié, les aciers inoxydables duplex et super duplex réfractaires, et les superalliages à base de nickel.
De plus, l’entreprise fournit des moulages usinés de 200 à 10 000 kg comme pièces individuelles, ainsi que des composants uniques soudés atteignant 18 000 kg. Elle fournit également des assemblages soudés pesant jusqu’à 50 000 kg.
Les alliages d’acier et de nickel sont fondus dans un four à arc électrique et traités dans une cuve d’affinage par décarburation à l’argon-oxygène (AOD).

## Applications
Les moulages Goodwin sont utilisés dans une grande variété de projets. La liste qui suit met en avant quelques-uns des projets les plus importants.

### Ponts
- Pont Hardanger[4]

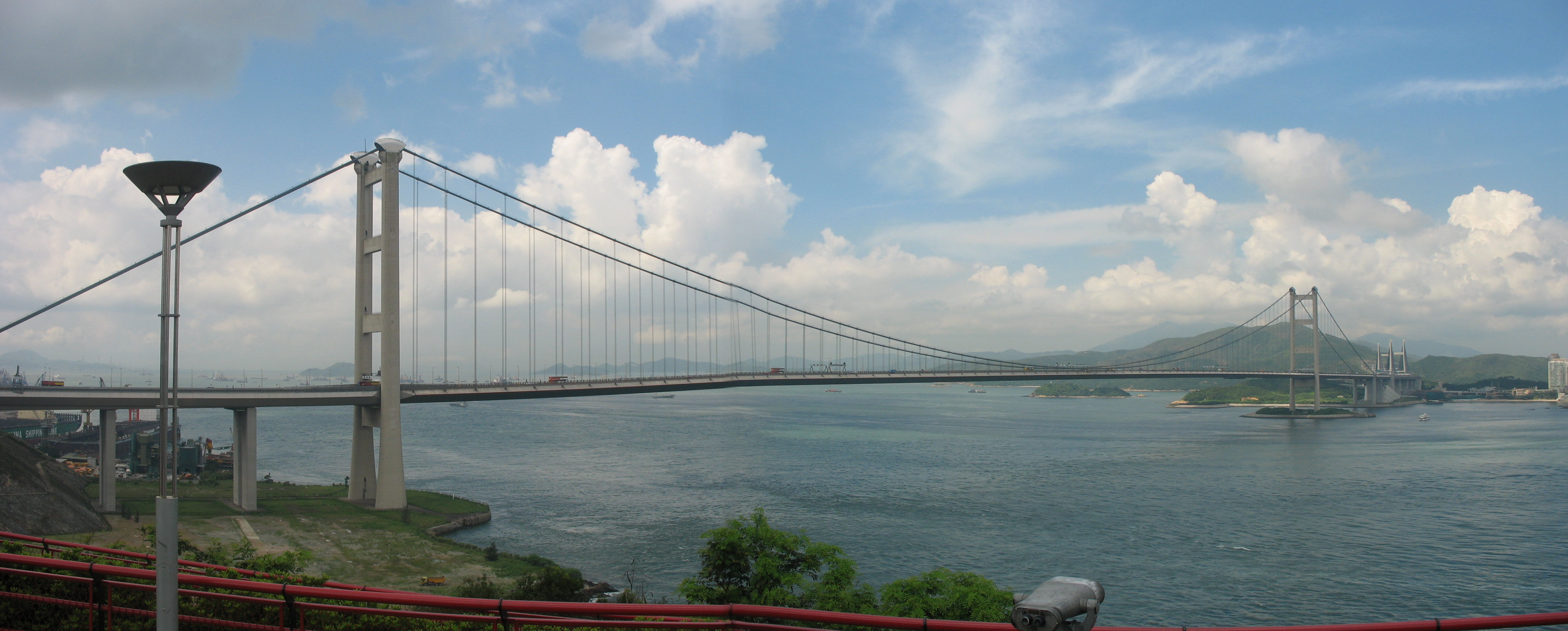
Tsing Ma Bridge – Hong Kong

- Remplacement de la travée Est du pont de la Baie d’Oakland[5]
- Pont Tsing Ma[6]
- Pont de Jiangyin[7]

### Constructions/Architecture

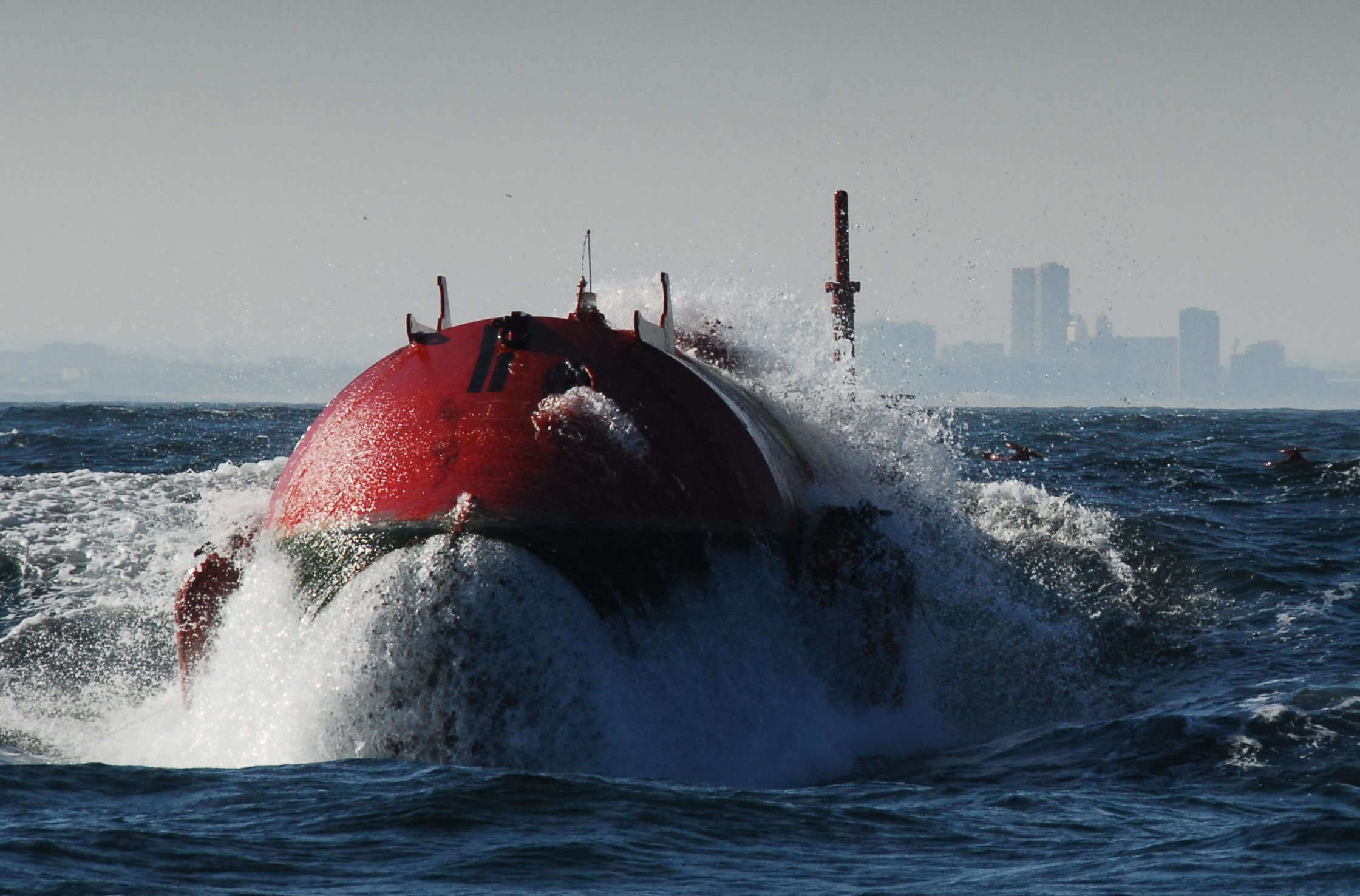
Pelamis Wave Energy Converter

- Base navale de Faslane[8]
- Gare de Stratford
- Ludwig Erhard Haus [6]
- Gare de Paddington[9]

### Production d’énergie (énergie nucléaire incluse)
- Convertisseur d’énergie des vagues Pelamis[10]
- Centrale nucléaire B de Sizewell
- Usine de retraitement de Sellafield

### Autres
- Sous-marins de classe Astute

### Développement
L’entreprise Goodwin s’est profondément investie dans les programmes de développement d’alliages de nickel pour applications supercritiques avancées (A-USC) en centrales thermiques à combustibles fossiles.
Ces projets comprennent :
- Thermie AD700
- COMTES
- Pacific Basin 700 research
- European NextGenPower
- MacPlus